# Evergestis obscuralis
Evergestis obscuralis là một loài bướm đêm trong họ Crambidae.